# Andrzej Dorobek
Andrzej Dorobek (ur. 14 stycznia 1960) – absolwent warszawskiej anglistyki, eseista, publicysta, tłumacz i poeta, członek Oddziału Warszawskiego Stowarzyszenia Pisarzy Polskich, redaktor naczelny magazynu artystyczno-literackiego Gościniec Sztuki, stały współpracownik JAZZ FORUM i Opcji (publikuje też, między innymi, w NaGłosie, Literaturze na świecie, Nowym Nurcie, Kinie, Studium, Akancie, Toposie, Ruchu Muzycznym, Fragile i Magazynie Muzycznym Jazz).

## Życiorys
Autor książki eseistycznej Rock: problemy, sylwetki, konteksty – szkice z estetyki i socjologii rocka, tomu szkiców wspomnieniowych Obecność i odejścia (reminiscencje z kręgu Franciszka Dorobka) i siedmiu tomików poezji: Odpryski, Po tamtej stronie światła, Święto Zmarłych, Translacje i transfiguracje, Polifonie, Śpiewnik, Od-jazd oraz dwujęzycznego Śmierć jablek/Der Tod der Äpfel.
Swoje wiersze prezentuje też w formie recytacji na improwizowanym podkładzie instrumentalnym, między innymi z pianistą Maciejem Sztomberskim (w ramach dwuosobowego Laboratorium Poetycko-Elektronicznego X-Ray Plus), z towarzyszeniem nowojorskiego zespołu avant-jazzowego  Iconoclast oraz polskiego duetu Zdzisława Piernika i Sławomira Janickiego, poruszającego się w obszarze tak zwanej nowej muzyki improwizowanej. Reprezentował Polskę na prestiżowym, międzynarodowym festiwalu „Druskiennicka Jesień Poezji” w Wilnie i Druskiennikach (październik 2008), a jego wiersze były tłumaczone na niemiecki, angielski i litewski. Przełożył między innymi Nowojorską bohemę Ronalda Sukenicka, tłumaczenie biografii Humphreya Bogarta autorstwa Jeffreya Meyersa  czeka na druk w wydawnictwie Twój Styl). 
Opracował anglojęzyczną wersję tomiku płockiego poety Lecha Franczaka Bieg nad Olimpią/Run Over Olimpia i książki Ulica Tumska: antologia wierszy o Płocku/anthology of poems about Płock (1111-2006). 
Jego anglojęzyczne prelekcje seminaryjne: Psychedelia –  Opium  for the People, Lou Reed – New York School of Rock, Psychedelic Perspective on the American Myth, Psychedelic Relevance of E. A. Poe for the 20th Century American Culture i To fathom Hell or soar angelic...: Contradictions and Dilemmas of the Beat Generation ukazały się drukiem w poseminaryjnych skryptach, opublikowanych w Czechach, Rumunii i Hiszpanii. 
Jest też związany ze klubem UMK „Od Nowa” jako stały recenzent Toruń Blues Meeeting i Jazz Od Nowa Festival dla JAZZ FORUM, redaktor folderów festiwalowych Jazz Od Nowa Festival w polskiej i angielskiej wersji językowej oraz, okazjonalnie, prelegent (listę przetłumaczonych przez niego książek uzupełnia przekład przewodnika płytowego Davida Sinclaira Rock na CD - pod pseudonimem - wydany przez Znak w 1997 roku; część prac publicystycznych nie opublikowanych w wyżej wymienionych czasopismach jest do wglądu w witrynach internetowych.
Mieszka w Płocku.